# NGC 2295
NGC 2295 é uma galáxia espiral (Sab) localizada na direcção da constelação de Canis Major. Possui uma declinação de -26° 44' 10" e uma ascensão recta de 6 horas, 47 minutos e 23,2 segundos.
A galáxia NGC 2295 foi descoberta em 2 de Fevereiro de 1835 por John Herschel.